# Var (pétrolier-ravitailleur)
Pour les articles homonymes, voir Var.
Le Var (indicatif visuel A608) est un bâtiment de ravitaillement et de commandement de la Marine nationale française, l'un des cinq de la classe Durance. Il a été en service de 1983 à 2021.

## Historique et missions
Mis sur cale à Brest  le 8 mai 1979 et lancé le 9 mai 1981, le pétrolier ravitailleur (PR) Var a été admis au service actif le 29 janvier 1983 et parrainé le 22 avril 1989 par la ville de Bandol ainsi que le conseil général du Var.
Outre sa mission de soutien logistique des autres navires, le Var, comme ses sister-ships la Marne et la Somme, pouvait embarquer un état major de 70 personnes.
Au 13 novembre 2013, le navire est engagé dans l'opération Active Endeavour en Méditerranée orientale,.
En avril 2015, le navire prend le commandement de la CTF-150 dans le cadre de l'Opération Enduring Freedom,.

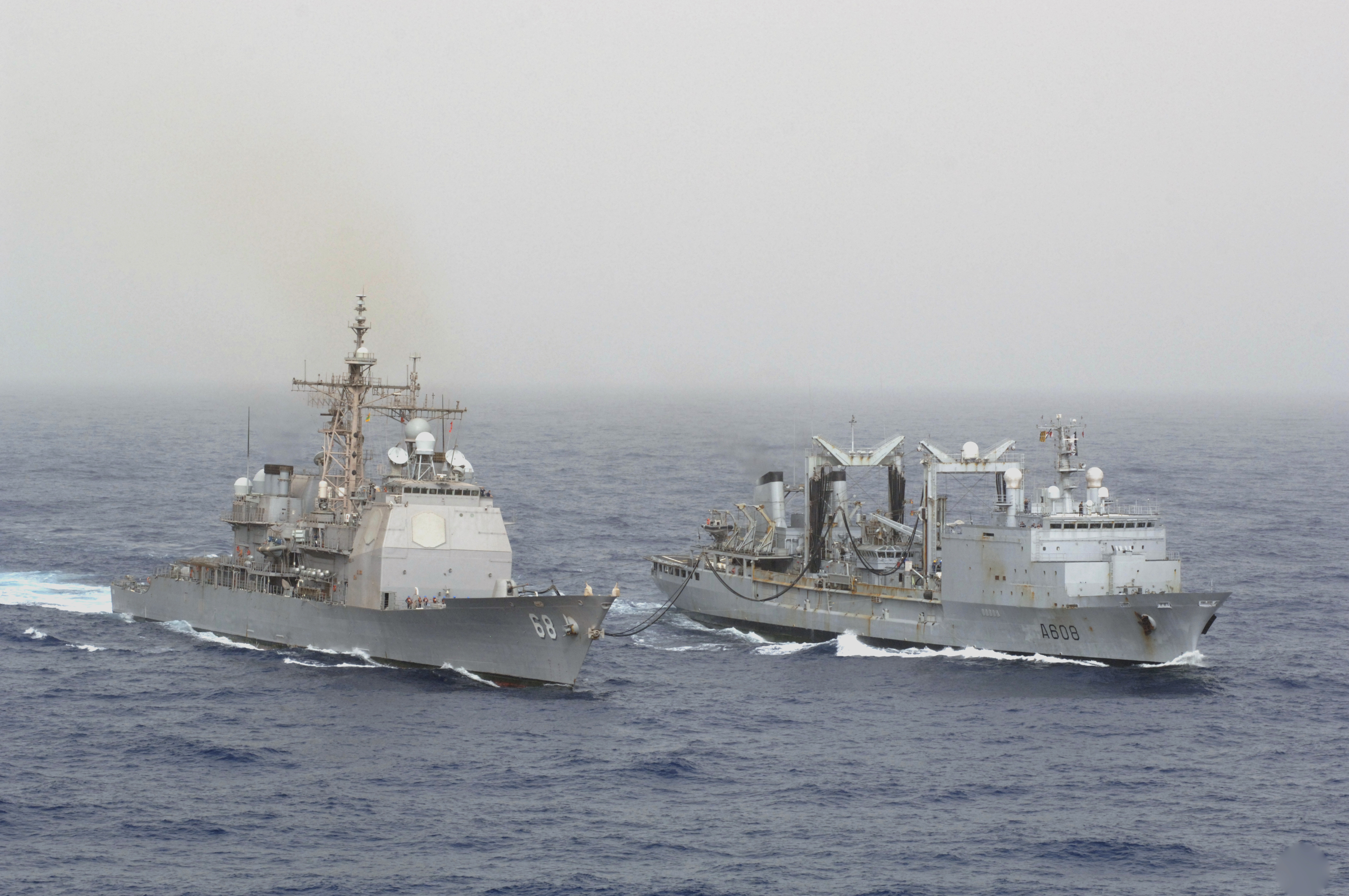
Le Var ravitaillant le croiseur de l’US Navy USS Anzio (CG-68) (en).

Le 14 avril 2018, le Var participe à l'opération Hamilton en Syrie.
Le Var a été retiré du service actif le 1er juillet 2021.